# Тименн, Майкл
Майкл Тименн (англ. Michael Tiemann) — вице-президент Службы открытого ПО корпорации Red Hat, президент движения Open Source Initiative. Бывший Главный технический директор Red Hat. Член правлений нескольких организаций, таких как правления консорциума Embedded Linux, технического совета управляющих Jabber, консультационного совета фонда GNOME и совета директоров компании ActiveState Tool. Сооснователь Cygnus Solutions (1989).
Его вклад в открытое ПО заключается в работе над компилятором GNU C++ и GNU C, а также над отладчиком GNU GDB.
Тиманн снялся в документальном фильме о движениях свободного и открытого ПО Revolution OS (2001).
Диплом бакалавра инженерной школы Мура Пенсильванского университета (1986).